# Universidad Técnica de Múnich
La Universidad Técnica de Múnich (TUM) (en alemán: Technische Universität München) es una universidad pública alemana de investigación con sede en Múnich, Garching y Freising-Weihenstephan. Es miembro del TU9, una sociedad de los más grandes y notables institutos alemanes de tecnología. TUM ocupó el cuarto puesto en ranking de las Universidades Más Innovadoras de Reuters en el 2017.
En 2024, en la Clasificación mundial de universidades QS, la universidad alcanzó el primer puesto de todas las universidades alemanas, y el puesto 28 en el mundo.La universidad ha producido 18 ganadores del premio Nobel y 18 ganadores del premio Leibniz.

## Campus
La TUM dispone de varios campus: 
- El campus principal en el centro urbano de Múnich.
- Garching (Matemáticas, Ciencias Informáticas, Física, Química, Ingeniería Mecánica), que se completa con una instalación en el campus de la General Electric Company.
- Weihenstephan (Centro de Ciencias de la Vida y los Alimentos) ubicado en Frisinga.
- Hospital "Rechts der Isar" (Medicina).

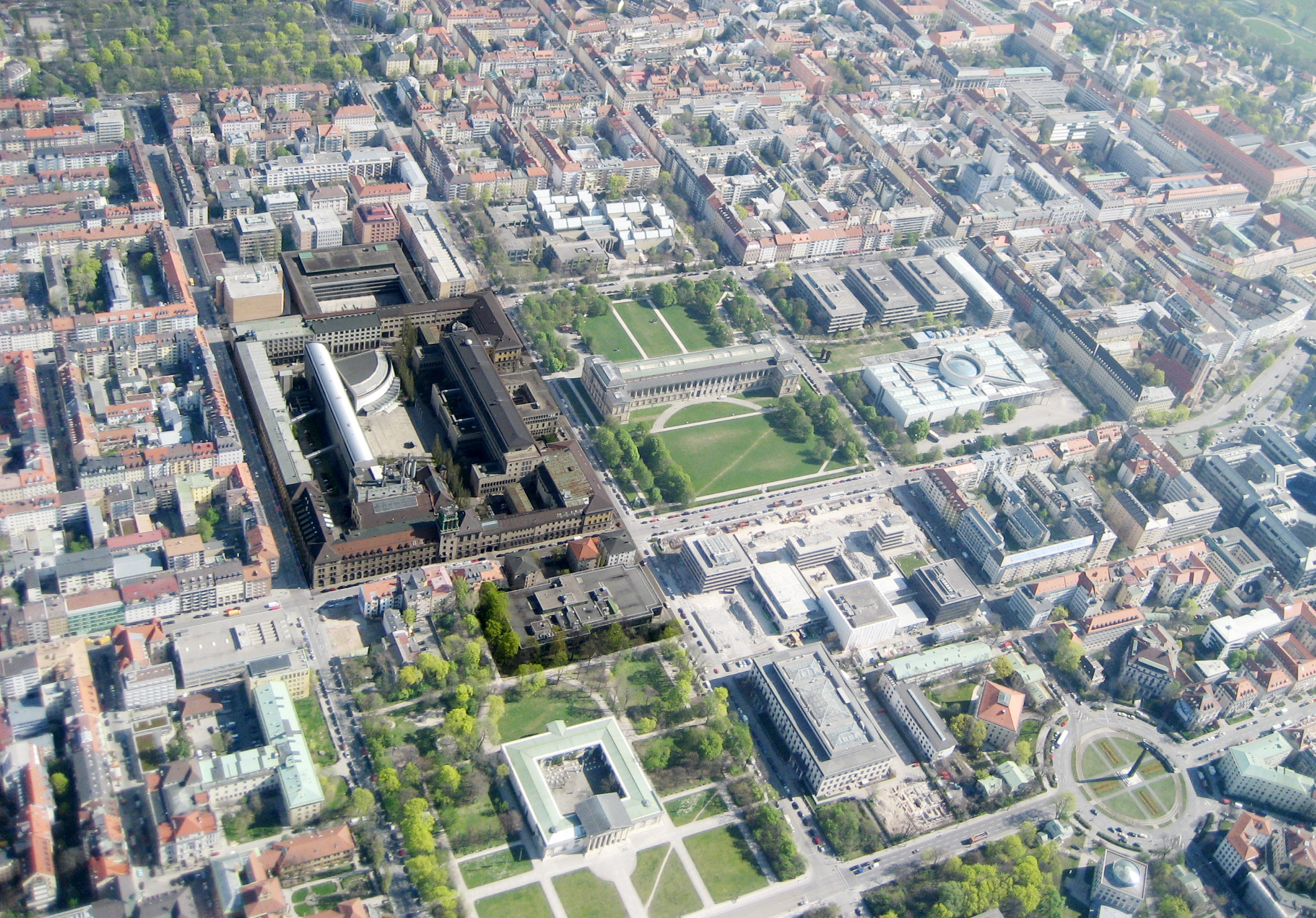
El campus principal en Múnich.

## Organización
La TUM se divide en 12 facultades: 
- Matemáticas
- Física
- Química
- Escuela de Administración
- Escuela de Governancia
- Ingeniería Civil, Geo y Ambiental
- Arquitectura
- Ingeniería Mecánica

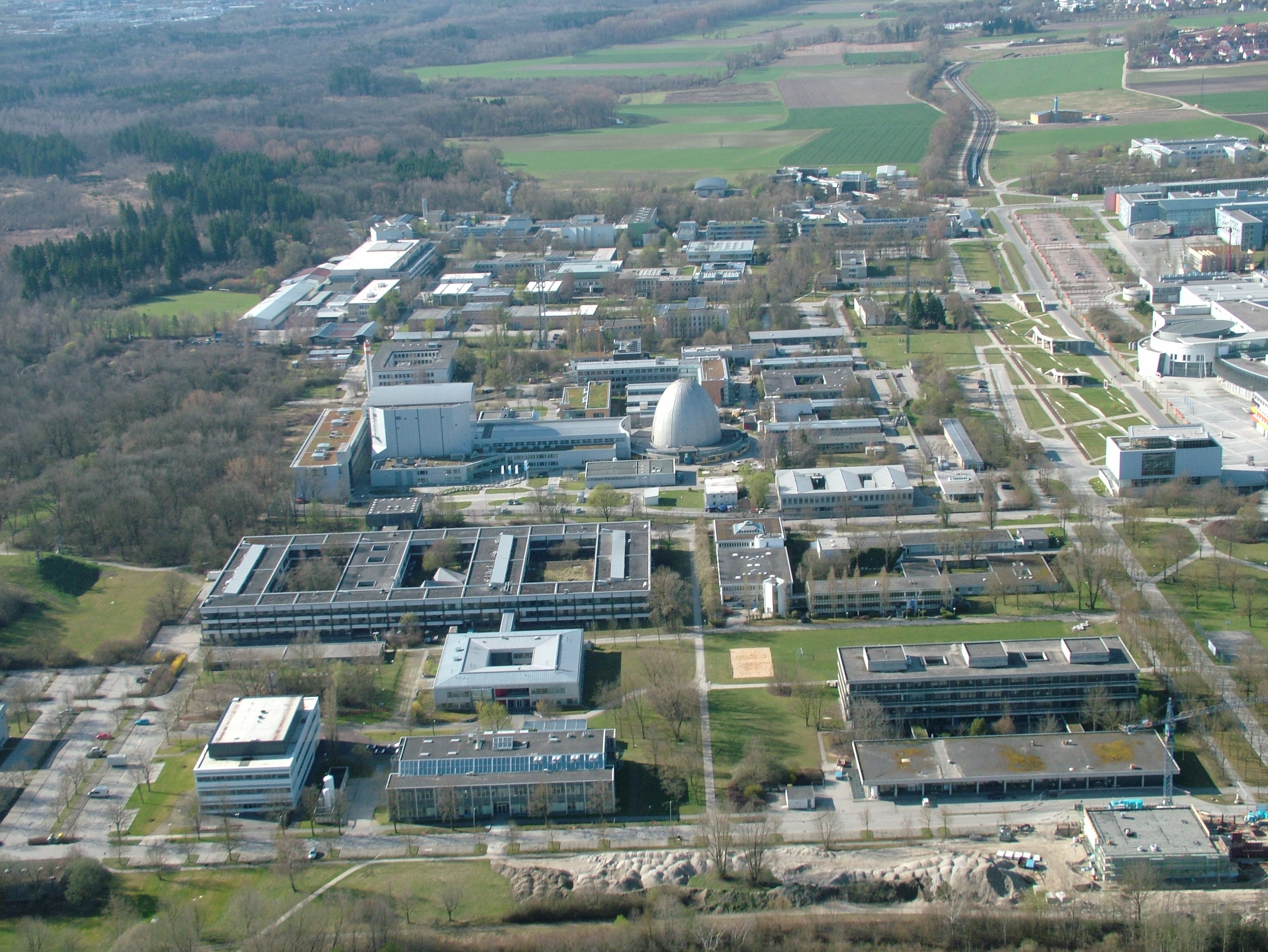
El campus de la TUM en Garching.

- Ingeniería Eléctrica y Tecnología de la Información.
- Informática (Ciencia de la Computación)
- Centro de Ciencias de la Vida y los Alimentos
- Medicina con el hospital universitario "Rechts der Isar"

- Ciencia Deportiva.

## Estudiantes

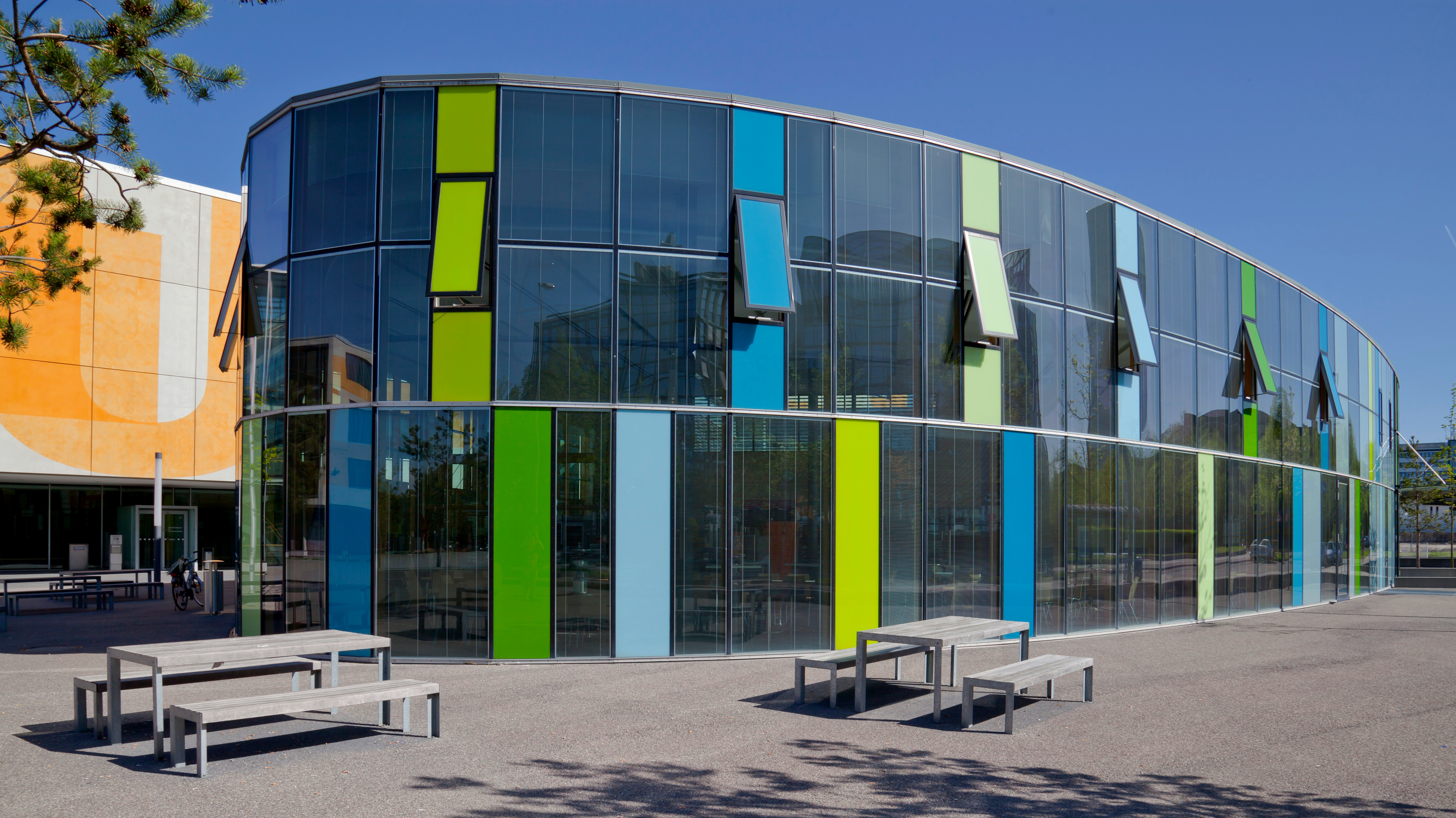
Comedor de la universidad.

Actualmente (2018) la TUM tiene 40 841 estudiantes en sus 14 centros académicos, de los cuales 27 % son estudiantes extranjeros. 
En el semestre de invierno 2017/2018 recibió 13 000 nuevos estudiantes, de los cuales 7000 ingresaron en licenciatura y 5000 en programas de maestría. 
Los departamentos con mayor número de estudiantes son los de Ingeniería Civil, Geo y Ambiental, Ingeniería Eléctrica y Computación, Informática, Ingeniería Mecánica, la Escuela de Administración y la Escuela de Ciencias de la Vida, esta última localizada en el campus de Weihenstephan.

## Docentes
La TUM tiene 793 personas como personal docente, de los cuales 545 son profesores, 211 profesores honorarios y 37 distinguidos profesores afiliados. El porcentaje femenino de docentes es de aproximadamente el 18 %. El personal administrativo es de más de 10 000 personas.

## Historia
La TUM fue fundada por el rey Luis II de Baviera en 1868.
TUM dispone del primer reactor mundial de investigación de fuente de neutrones FRM-II, que entró en servicio el 2 de marzo de 2004.

## Premios Nobel

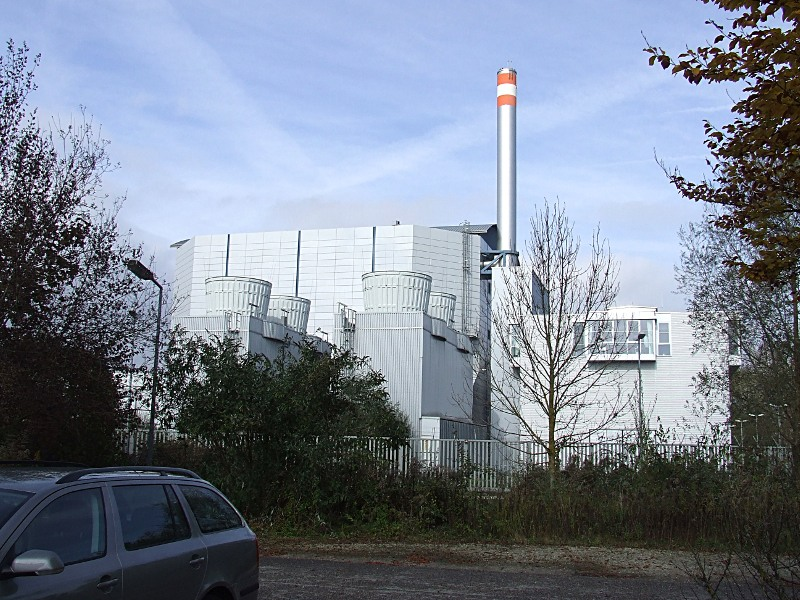
Fuente de neutrones Heinz Maier-Leibnitz (FRM-II).

Hasta 2022, 18 científicos y exalumnos de la Universidad Técnica de Múnich (TUM) han recibido el Premio Nobel:
- 2022 Anto Zellinger, Física (https://es.wikipedia.org/wiki/Anton_Zeilinger)
- 2018 Fischer Ronny, Gestión ambiental
- 2016 Bernard L. Feringa, Química
- 2007 Gerhard Ertl, Química
- 2001 Wolfgang Ketterle, Física
- 1992 Rudolph A. Marcus, Química
- 1991 Erwin Neher, Medicina y Fisiología
- 1989 Wolfgang Paul, Física
- 1988 Robert Huber, Química
- 1988 Johann Deisenhofer, Química
- 1986 Ernst Ruska, Física
- 1985 Klaus von Klitzing, Física
- 1973 Ernst Otto Fischer, Química
- 1964 Konrad Emil Bloch, Medicina o Fisiología
- 1961 Rudolf Ludwig Mößbauer, Física
- 1930 Hans Fischer, Química
- 1929 Thomas Mann (estudiante), Literatura
- 1927 Heinrich Otto Wieland, Química

## Personalidades famosas de la TUM

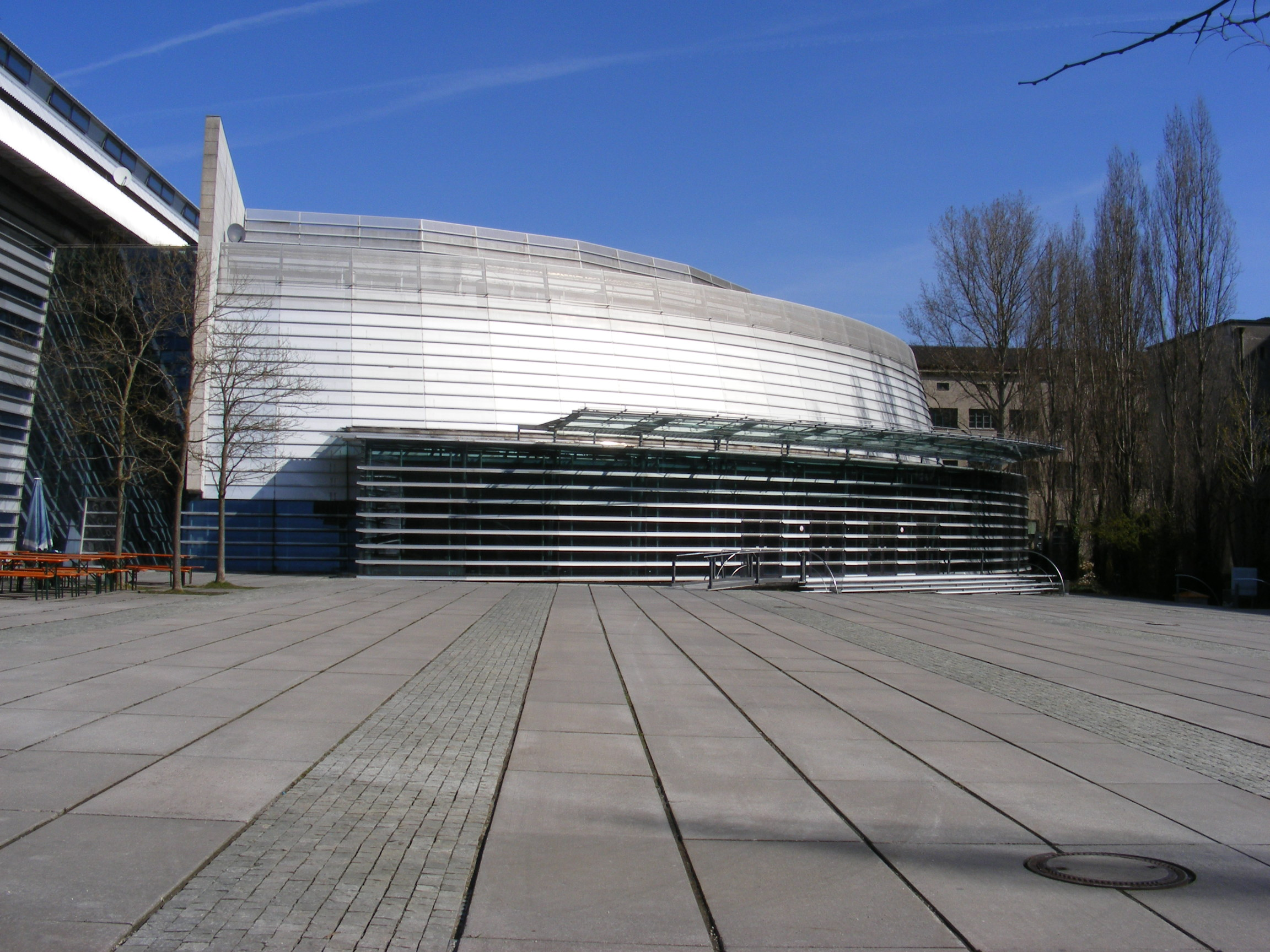
Auditorium Maximum.

- Rudolf Diesel
- Samantha Cristoforetti
- Walther Hewel
- Willy Messerschmitt
- Rudolf Bayer
- Heinz Maier-Leibniz
- Carl von Linde
- Oskar von Miller
- Claudius Dornier
- Robert Huber
- August Föppl
- Ludwig Prandtl
- Heinrich Himmler
- Walter Hohmann
- Reinhard Heydrich
- Albert Speer

## Colaboraciones
La primera secuela de la TUM es el Instituto Alemán de Ciencia y Tecnología, en Singapur, en colaboración con la Universidad Nacional de Singapur.
TUM mantiene colaboraciones internacionales con las siguientes instituciones, entre otras:
- Massachusetts Institute of Technology
- ENSEA
- Stanford University
- Instituto Tecnológico de Tokio
- Universidad Nacional de Singapur
- Instituto de Tecnología de Illinois
- Instituto Internacional de Tecnología Sirindhorn
- Grupo de Escuelas Centrales (Francia)
- Universidad Politécnica de Madrid (ETSII)
- Universidad de La Laguna
- Universitat Politècnica de València (ETSII)

La TUM es también socio de LAOTSE, una red internacional para estudiantes y profesores sénior entre las principales de Europa y Asia. La TUM es también miembro de la red TIME (Top Industrial Managers for Europe). La TUM cuenta con privilegiados contactos dentro de la industria que le otorgan un estatus único dentro de Alemania. BMW, Audi, MTU AeroEngines, Siemens, Linde, ZH, Airbus Group, ESA, etc., se encuentran, entre otros, entre los principales colaboradores de la institución.
En julio de 2025, la relatora especial de la ONU para los derechos humanos en los territorios ocupados de Palestina señaló a la TUM como una de las universidades que estaban facilitando el genocidio en Gaza, en concreto por su colaboración con empresas militares o tecnológicas israelíes «en el desarrollo de sistemas de control, seguimiento, represión y destrucción de la vida civil palestina».